# Доісторичні місця Дзьомон у Північній Японії
Доісторичні місця Дзьомон у Північній Японії (яп. 北海道・北東北の縄文遺跡群) є послідовним об'єктом Світової спадщини ЮНЕСКО, що складається з 17 археологічних пам'яток періоду Дзьомон на Хоккайдо та північній частині Тохоку, Японія. Період Дзьомон тривав понад 10 000 років і являв «осілий доземлеробський спосіб життя та складну духовну культуру доісторичних людей».
У 2009 році його вперше внесли до Попереднього списку Світової спадщини. У 2021 році ICOMOS рекомендував внести в липні переглянуту серійну номінацію сімнадцяти місць за критеріями iii і v. 27 липня 2021 року його було офіційно внесено до Списку Світової спадщини

## Місця
Усі складові об'єкти визначено для охорони відповідно до Закону про охорону культурних цінностей як історичні об'єкти або *спеціальні історичні об'єкти (стовпець «ACA» нижче).
| ЮНЕСКО ID | Місце                                                                    | Муніципалітет | Префектура | Коментарі                                                                                        | Зображення | Координати                                                                    | ACA |
| --------- | ------------------------------------------------------------------------ | ------------- | ---------- | ------------------------------------------------------------------------------------------------ | ---------- | ----------------------------------------------------------------------------- | --- |
| 1632-001  | Одай Ямамото I 大平山元遺跡 Ōdai Yamamoto iseki                          | Сотоґахама    | Аоморі     | знайдений фаянсовий посуд датований 16500 роком до н. е.                                         |            | 41°04′02″ пн. ш. 140°33′18″ сх. д. / 41.067288° пн. ш. 140.554973° сх. д.     |     |
| 1632-002  | Какіносіма 垣ノ島遺跡 Kakinoshima iseki                                  | Хакодате      | Хоккайдо   | пор. поблизу Культурного центру Хакодате Дзьомон та Порожнистий доґу (Національні скарби Японії) |            | 41°55′44″ пн. ш. 140°56′51″ сх. д. / 41.928861° пн. ш. 140.9475° сх. д.       |     |
| 1632-003  | Кітакоґане 北黄金貝塚 Kitakogane kaizuka                                 | Дате          | Хоккайдо   |                                                                                                  |            | 42°24′07″ пн. ш. 140°54′38″ сх. д. / 42.40203392° пн. ш. 140.91064837° сх. д. |     |
| 1632-004  | Таґояно 田小屋野貝塚 Tagoyano kaizuka                                    | Цуґару        | Аоморі     |                                                                                                  |            | 40°53′17″ пн. ш. 140°20′21″ сх. д. / 40.888176° пн. ш. 140.339233° сх. д.     |     |
| 1632-005  | Місце поховання Камеґаока 亀ヶ岡石器時代遺跡 Kamegaoka sekki-jidai iseki | Цуґару        | Аоморі     |                                                                                                  |            | 40°53′06″ пн. ш. 140°20′22″ сх. д. / 40.884895° пн. ш. 140.339569° сх. д.     |     |
| 1632-006  | Футацуморі 二ツ森貝塚 Futatsumori kaizuka                                | Сітінохе      | Аоморі     |                                                                                                  |            | 40°44′54″ пн. ш. 141°13′47″ сх. д. / 40.74845883° пн. ш. 141.22984087° сх. д. |     |
| 1632-007  | *Стоянка Саннай-Маруяма 三内丸山遺跡 Sannai-Maruyama iseki               | Аоморі        | Аоморі     | Особливе історичне місце з артефактами, розкопаними ВКП                                          |            | 40°48′40″ пн. ш. 140°41′55″ сх. д. / 40.81103046° пн. ш. 140.69849073° сх. д. |     |
| 1632-008  | Офуне 大船遺跡 Ōfune iseki                                               | Хакодате      | Хоккайдо   |                                                                                                  |            | 41°57′29″ пн. ш. 140°55′27″ сх. д. / 41.95794955° пн. ш. 140.9243044° сх. д.  |     |
| 1632-009  | Ґошоно 御所野遺跡 Goshono iseki                                          | Ітінохе       | Івате      |                                                                                                  |            | 40°11′53″ пн. ш. 141°18′23″ сх. д. / 40.19815136° пн. ш. 141.30645834° сх. д. |     |
| 1632-010  | Ірі 入江貝塚 Irie kaizuka                                                | Тояко         | Хоккайдо   |                                                                                                  |            | 42°32′50″ пн. ш. 140°46′13″ сх. д. / 42.54710056° пн. ш. 140.77019889° сх. д. |     |
| 1632-011  | Місце поховання Такасаґо 高砂貝塚 Takasago kaizuka                       | Тояко         | Хоккайдо   |                                                                                                  |            | 42°32′50″ пн. ш. 140°46′13″ сх. д. / 42.54710056° пн. ш. 140.77019889° сх. д. |     |
| 1632-012  | Кам'яне коло Комакіно 小牧野遺跡 Komakino iseki                          | Аоморі        | Аоморі     |                                                                                                  |            | 40°44′19″ пн. ш. 140°43′43″ сх. д. / 40.7385616° пн. ш. 140.72862813° сх. д.  |     |
| 1632-013  | Кам'яні кола Іседотай 伊勢堂岱遺跡 Isedōtai iseki                        | Кіта-Акіта    | Акіта      |                                                                                                  |            | 40°12′05″ пн. ш. 140°20′54″ сх. д. / 40.20140097° пн. ш. 140.34830948° сх. д. |     |
| 1632-014  | *Кам'яні кола Ою 大湯環状列石 Ōyu kanjōresseki                           | Кадзуно       | Акіта      | Особливе історичне місце                                                                         |            | 40°16′17″ пн. ш. 140°48′16″ сх. д. / 40.27133697° пн. ш. 140.80431892° сх. д. |     |
| 1632-015  | Земляні поховальні кола Кісу キウス周堤墓群 Kiusu shūteibo-gun           | Тітосе        | Хоккайдо   |                                                                                                  |            | 42°53′09″ пн. ш. 141°42′59″ сх. д. / 42.88578385° пн. ш. 141.71640587° сх. д. |     |
| 1632-016  | Кам'яне коло Оморі Кацуяма 大森勝山遺跡 Ōmori Katsuyama iseki            | Хіросакі      | Аоморі     |                                                                                                  |            | 40°41′56″ пн. ш. 140°21′30″ сх. д. / 40.69889° пн. ш. 140.35833° сх. д.       |     |
| 1632-017  | Корекава 是川石器時代遺跡 Korekawa sekki-jidai iseki                     | Хатінохе      | Аоморі     | ВКП розкопані артефакти на Корекава Дзьомон Кан                                                  |            | 40°28′25″ пн. ш. 141°29′28″ сх. д. / 40.473722° пн. ш. 141.491032° сх. д.     |     |